# پردراگ مارکوویچ
پردراگ مارکوویچ (انگلیسی: Predrag Marković؛ زادهٔ ۷ دسامبر ۱۹۵۵) یک سیاست‌مدار، نویسنده و تاریخ‌نگار اهل یوگسلاوی است.